# Blanchardaphis poikila
Blanchardaphis poikila är en insektsart som först beskrevs av Ortego, Nieto Nafría och Mier Durante 1997.  Blanchardaphis poikila ingår i släktet Blanchardaphis och familjen långrörsbladlöss. Inga underarter finns listade i Catalogue of Life.